# Taikona
Taikona is een geslacht van vlinders uit de familie wespvlinders (Sesiidae), onderfamilie Sesiinae.
Taikona is voor het eerst wetenschappelijk beschreven door Arita & Gorbunov in 2001. De typesoort is Taikona matsumurai.

## Soort
Taikona omvat de volgende soort:
- Taikona matsumurai Arita & Gorbunov, 2001